# Ingo Schultz
Ingo Schultz (Alemania, 28 de julio de 1975) es un atleta alemán, especialista en la prueba de 400 m, en la que ha logrado ser subcampeón mundial en 2001.

## Carrera deportiva
En el Mundial de Edmonton 2001 ganó la medalla de plata en los 400 metros, con un tiempo de 44.87 segundos, llegando a la meta tras el bahameño Avard Moncur y por delante del jamaicano Greg Haughton.